# Neocalyptis fortis
Neocalyptis fortis Razowski, 2009 è una falena appartenente alla famiglia Tortricidae, endemica del Vietnam.

## Descrizione
L'apertura alare è di 10,5 mm. Il colore di fondo delle ali è cremoso. I punti sono radi e brunastri. I segni sono grigio-marrone chiaro con punti marginali più scuri. I posteriori sono crema marrone, trasparente con venatura marrone.